# Rudolf Lencer
Rudolf Lencer (* 10. August 1901 in Schönborn (Niederlausitz); † April 1945 in Berlin-Staaken) war ein nationalsozialistischer Funktionär und Politiker.

## Leben und Wirken
Lencer besuchte die Oberrealschule der Franckeschen Stiftung in Halle (Saale). Danach absolvierte er eine Lehre bei der Commerz- und Privatbank in Kirchhain, in deren Anschluss er bei mehreren Banken und Industriebetrieben beschäftigt war.
Zum 1. 1930 trat er in die NSDAP ein (Mitgliedsnummer 264.398). Er wurde Mitglied des Aufsichtsrates der Deutsch-Amerikanischen Bank AG. 1933 erfolgte seine Wahl zum Stadt- und Bezirksverordneten in Berlin und NSDAP-Stadtrat im Bezirk Treptow. Gleichzeitig wurde er Mitglied des Sachverständigenausschusses der NSBO-Leitung. Ferner erfolgte seine Ernennung zum Vorsitzenden des Deutschen Bankbeamtenvereins und zum NSBO-Beauftragten für die Hirsch-Dunckerschen Gewerkschaften.
Kurze Zeit später wurde Lencer auch Leiter der Organisationsabteilung des Gesamtverbandes der Deutschen Arbeiter und in die oberste NSBO-Leitung berufen. Als die Deutsche Arbeitsfront neu geordnet wurde, erfolgte seine Ernennung zum Reichsbetriebszellenleiter Banken und Versicherungen. Als Reichsgemeinschaftsleiter kandidierte auf dem Wahlvorschlag der NSDAP auf dem Listenplatz mit der Nummer 525 bei der Wahl zum Deutschen Reichstag am 29. März 1936, zog aber nicht in den nationalsozialistischen Reichstag ein. Er wohnte damals in Berlin-Wilmersdorf, Spessartstraße 23.
Seit 1938 war Lencer Mitherausgeber der Fachzeitschrift Deutsche Versicherungswirtschaft.
1941 gründete er in den besetzten Niederlande als Ableger der Bank der Deutschen Arbeit die Bank voor Nederlandschen Arbeid N.V., Amsterdam C, mit Filialen in Rotterdam und Utrecht.
Lencer kam bei den Kampfhandlungen während der Schlacht um Berlin in der Endphase des Zweiten Weltkriegs ums Leben. Nach Ende des Krieges wurde seine Schrift Betriebliche Sozialpolitik in den Versicherungsunternehmungen (Meiner, Leipzig; Neumanns Zeitschrift f. Versicherungswesen, Berlin 1936) in der Sowjetischen Besatzungszone auf die Liste der auszusondernden Literatur gesetzt.